# Rhys Murphy
Rhys Philip Elliott Murphy (ur. 6 listopada 1990 w Shoreham-by-Sea) – irlandzki piłkarz angielskiego pochodzenia występujący na pozycji napastnika w angielskim klubie Crawley Town. Wychowanek Arsenalu, w swojej karierze grał także w takich zespołach jak Brentford, Preston North End, Telstar, Dagenham & Redbridge oraz Crawley Town. Były młodzieżowy reprezentant Anglii oraz Irlandii.

## Statystyki kariery
(aktualne na dzień 5 lutego 2015)
| Klub                     | Sezon              | Liga               | Liga  | Liga   | Puchary krajowe | Puchary krajowe | Europa | Europa | Suma  | Suma   |
| Klub                     | Sezon              | Liga               | Mecze | Bramki | Mecze           | Bramki          | Mecze  | Bramki | Mecze | Bramki |
| ------------------------ | ------------------ | ------------------ | ----- | ------ | --------------- | --------------- | ------ | ------ | ----- | ------ |
| Arsenal                  | 2009/10            | Premier League     | 0     | 0      | 0               | 0               | 0      | 0      | 0     | 0      |
| Brentford (wyp.)         | 2009/10            | League One         | 5     | 0      | 1               | 0               | –      | –      | 6     | 0      |
| Arsenal                  | 2010/11            | Premier League     | 0     | 0      | 0               | 0               | 0      | 0      | 0     | 0      |
| Arsenal                  | 2011/12            | Premier League     | 0     | 0      | 0               | 0               | 0      | 0      | 0     | 0      |
| Preston North End (wyp.) | 2011/12            | League One         | 5     | 0      | 0               | 0               | –      | –      | 5     | 0      |
| Telstar                  | 2012/13            | Eerste divisie     | 28    | 7      | 2               | 0               | –      | –      | 30    | 7      |
| Dagenham & Redbridge     | 2013/14            | League Two         | 32    | 13     | 3               | 0               | –      | –      | 35    | 13     |
| Dagenham & Redbridge     | 2014/15            | League Two         | 9     | 1      | 2               | 0               | –      | –      | 11    | 1      |
| Oldham Athletic          | 2014/15            | League One         | 11    | 0      | 0               | 0               | –      | –      | 11    | 0      |
| Oldham Athletic          | 2015/16            | League One         | 8     | 3      | 1               | 0               | –      | –      | 9     | 3      |
| Crawley Town (wyp.)      | 2015/16            | League Two         | 15    | 9      | 1               | 0               | –      | –      | 16    | 9      |
| Ogólnie w karierze       | Ogólnie w karierze | Ogólnie w karierze | 113   | 33     | 10              | 0               | 0      | 0      | 123   | 33     |

## Sukcesy

### Arsenal
- Premier Academy League: 2008/09
- FA Youth Cup: 2008/09

### Anglia
- Wicemistrzostwo Europy do lat 17: 2007
- Wicemistrzostwo Europy do lat 19: 2009